# Cannonball (utwór Supertramp)
„Cannonball” – utwór brytyjskiej, progresywnej grupy rockowej Supertramp, wydany na singlu w 1985 roku. Został napisany przez wokalistę i keyboardzistę grupy Ricka Daviesa, całkowicie w akordzie G. Jak sam później wspominał: „Zrobiłem to po prostu aby sprawdzić, czy da się to zrobić”.
Tekst piosenki może być postrzegany jako ukryta wiadomość do byłego członka grupy Rogera Hodgsona, jednak Rick Davies zaprzeczył temu we francuskim wywiadzie radiowym.
Piosenka stała się ostatnim przebojem zespołu w USA, który znalazł się na liście „Top 40”, zajmując 28. miejsce.

## Spis utworów

### Singel 7"
Strona A
1. „Cannonball” – 4:47

Strona B
1. „Ever Open Door” – 2:56

### Singel 12"
Strona A
1. „Cannonball” – 7:38

Strona B
1. „Cannonball” (wersja instrumentalna) – 10:00

## Wykonawcy
- Rick Davies: śpiew, instrumenty klawiszowe
- John Helliwell: saksofony
- Bob Siebenberg: perkusja
- Dougie Thomson: gitara basowa
- Marty Walsh: gitara
- Doug Wintz: trąbka